# Vaiana 2
Série Classiques d'animation Disney
Wish : Asha et la Bonne Étoile
(2023) Zootopie 2
(2025)
Série Vaiana
Vaiana : La Légende du bout du monde
(2016)
Pour plus de détails, voir Fiche technique et Distribution.
Vaiana 2, ou Moana 2 en version originale et version québécoise, est un long-métrage d'animation et le 63e « Classique d'animation » des studios Disney réalisé par David G. Derrick Jr., et sorti en 2024.
Il s'agit du deuxième volet de la franchise Vaiana et de la suite de Vaiana : La Légende du bout du monde, sorti en 2016. Auliʻi Cravalho et Dwayne Johnson reprennent respectivement leurs rôles de Vaiana et Maui.

## Synopsis
Trois ans après avoir restitué le cœur de Te Fiti, Vaiana continue d’explorer de nouvelles îles dans l'espoir de trouver d'autres peuples de l'océan. Dans son expédition, elle trouve une poterie qui montre une île vue durant son dernier voyage. À son retour à Motunui, Vaiana retrouve sa nouvelle petite sœur Simea puis son père décide de lui attribuer le titre de Tautai, celui de chef de la tribu.
Durant l’intronisation, Vaiana reçoit une vision de son ancêtre, Tautai Vasa, qui lui explique que son peuple a perdu de vue les autres peuples de l’océan, à cause de Nalo, le dieu de la tempête maléfique, qui voulait affaiblir les mortels en leur privant de Motoufetou, une île qui relie les route maritimes respectives desdits peuples. Il leur envoya une comète dans le ciel pour qu’elle poursuive sa mission en ramenant Motoufetou, sinon leur peuple s’éteindra. Après avoir promis à Simea qu’elle sera toujours auprès d’elle pour la rassurer, Vaiana se constitue un équipage pour son voyage, l'inventrice excentrique Loto, l’historien (et fan de Maui) Moni, l’agriculteur âgé et grincheux Keke, mais aussi de son cochon et de son coq de compagnie, respectivement Pua et Heihei. À bord de leurs bateaux, ils suivent la comète.
Pendant ce temps, Maui cherche lui aussi Motoufetou car il a eu un différend avec Nalo, mais il se fait capturer par l’un de ses alliés, Matangi, qui cherche à attirer Vaiana. Cependant, Maui refuse de contacter Vaiana pour lui demander son aide car il craint pour la vie de sa protégée. Après l’implosion de la comète, Vaiana et son équipe se retrouvent capturés par l’armada des Kakamora, mais ils leur révèlent qu’ils cherchent eux aussi Motoufetou pour pouvoir retrouver leur île natale. L'un d'entre eux aide même l'équipage à immobiliser une palourde géante qui les emmène dans le repaire de Matangi. Tandis que l'équipage trouve Maui, Vaiana rencontre Matangi, mais cette dernière apprend que l'aventurière cherche à se libérer de la malédiction de Nalo, ce qui la pousse à aider Vaiana en lui conseillant de tracer son propre chemin avant de l’envoyer directement dans le domaine de Nalo avec son équipage et de Maui.
Maui les avertit qu’ils vont tous mourir s'ils ne mettent pas fin à la malédiction à temps car, dans le passé, Nalo a coulé Motoufetou avec une tempête de foudre, et celui-ci peut l'utiliser sur leurs bateaux. C'est pour cela qu’ils ne pourront pas compter sur l’océan pour les aider. Après qu'ils se retrouvent sur une île isolée en échappant aux anguilles de Nalo, Vaiana commence à désespérer, mais Maui l'encourage à continuer d'essayer car il suffit qu'il remonte l'île pour que Vaiana la touche et ainsi mette fin à la malédiction. Ses amis réparent le radeau, endommagé en arrivant sur l'île, grâce aux morceaux de l’épave de Tautai Vasa qu’ils ont trouvés sur l’île et naviguent de nouveau pour faire face à Nalo. Malgré leurs stratagèmes et les efforts de Maui à remonter Motoufetou, Nalo parvient à retirer les pouvoirs de demi-dieu de Maui (ainsi que ses tatouages le représentant). Avec plus aucun autre choix, Vaiana décide de suivre le conseil de Matangi en nageant jusqu’à Motoufetou, et finit par rompre la malédiction en touchant l’île, mais elle se fait frapper par l’éclair de Nalo et se noie.
Maui la rejoint et tente de la sauver et, dans une bulle crée par l’océan, avec l'aide des ancêtres explorateurs et de Tala, Vaiana est ressuscitée en tant que demi-déesse (avec des tatouages de demi-dieu). Maui, quant à lui, récupère ses pouvoirs et élève Motoufetou pour de bon, ainsi reconnectant chaque peuple avec les autres. Vaiana rentre chez elle et une célébration est organisée en son honneur.
Scène inter-générique
Nalo apparaît en personne devant Matangi pour la punir car il la soupçonne d’avoir aidé Vaiana à rompre la malédiction, avant de déclarer que ce n’est que le commencement. Soudain, ils sont rejoints par Tamatoa, qui essaye de se joindre à leur vengeance contre Vaiana après l’humiliation qu’elle leur a infligée dernièrement.

## Fiche technique
- Titre original et québécois : Moana 2
- Titre français : Vaiana 2
- Réalisation : David G. Derrick Jr.
- Scénario : Jared Bush et Dana Ledoux Miller
- Musique : Mark Mancina, Opetaia Foaʻi (en), Abigail Barlow et Emily Bear
- Production : Jennifer Lee, Christina Chen et Yvett Merino
- Société de production : Walt Disney Pictures et Walt Disney Animation Studios
- Société de distribution : Walt Disney Studios Motion Pictures
- Pays de production :  États-Unis
- Langue originale : anglais
- Genre : animation, aventures
- Durée : 90 min
- Dates de sortie : 
  - France, États-Unis, Belgique, Suisse romande : 27 novembre 2024

## Distribution

### Voix originales
- Auliʻi Cravalho : Moana (Vaiana en VF)[1],[2]
- Dwayne Johnson : Maui[3],[4]
- Nicole Scherzinger : Sina Waialiki[5]
- Temuera Morrison : Chef Tui Waialiki (dialogues)[5]
- Christopher Jackson : Chef Tui (vocals)
- Khaleesi Lambert-Tsuda : Simea, petite soeur de Vaiana[5]
- Rose Matafeo : Loto, membre de l'équipage de Vaiana[5]
- Dave Fane : Kele, membre de l'équipage de Vaiana[5]
- Hualālai Chung : Moni, membre de l'équipage de Vaiana[5]

### Voix françaises
- Cerise Calixte : Vaiana
- Anthony Kavanagh : Maui
- Benoît Cauden : Moni
- Mélissa Berard : Loto
- Bruno Marcil : Kele
- Ana Ka : Matangi
- Charlie Dassin : Simea
- Jean-Luc Guizonne : le chef Tui
- Mareva Galanter : Sina
- Christine Delaroche : Grand-Mère Tala
- Jean-Michel Vaubien : Tautai Vasa
- Alistair Abell : Heihei
- Adrien Antoine : Tamatoa
- Asto Montcho : Nalo
- Raphaëlle Mompez et Eva Tartavel : Vaianettes
- Olivia Luccioni : une villageoise
- Bryson Chun, Noemi Josefina Flores, Setarosa Tuitasi-Ledoux et Bentley Pupuhi-Fernandez : voix additionnelles
- Stéphanie Mériaux, Magali Bonfils, Tess Hedreville, Keh May, Falone Tayoung Ita Ngando, Olivier Constantin, Virginie Hombel, Florence François, James Noah, Emmanuel Vincent, Jean-Marc Reyno, Christian Jazzy : chœurs

### Voix québécoises
- Cerise Calixte : Moana
- Anthony Kavanagh : Maui
- Ana Ka : Matangi
- Nicolas Poulin : Moni
- Elisabeth Gauthier Pelletier : Loto
- Johanne Garneau : Grand-mère Tala
- Normand D'Amour : Chef Tui
- Élodie Fontaine : Simea
- Émilie Josset : Sina
- Bruno Marcil : Kele

## Production

### Développement
En décembre 2020, lors d'un Disney Investor Day, Jennifer Lee, directrice de la création Walt Disney Animation Studios, annonce qu'une série musicale intitulée Vaiana, basée sur le film du même nom de 2016, est en développement au sein du studio pour la plateforme Disney+. En août 2021, Osnat Shurer est à nouveau annoncé comme producteur.
En janvier 2022, il est annoncé que David G. Derrick Jr. s'occupera de la réalisation, après avoir précédemment rempli le rôle scénarimagiste sur le premier film. Il s'agit du premier film que David G. Derrick Jr. réalisera. Il est le premier réalisateur samoan d'un projet des Walt Disney Animation Studios,,. La série est entrée en développement en même temps que le projet de Vaiana en prises de vues réelles d'après Jared Bush, un des scénaristes du film et scénariste du film d'animation de 2016.
En février 2024, le PDG de Disney, Bob Iger, annonce que la série a été retravaillée en une suite pour le cinéma, David G. Derrick Jr. et Osnat Shurer restent attachés au projet. Le journal The Guardian a commenté l'annonce avec un accueil positif, avec des éloges pour le retour du personnage.

### Attribution des rôles
Peu de temps après l'annonce de la reconversion de la série en un long métrage de cinéma, Auliʻi Cravalho et Dwayne Johnson sont confirmés pour reprendre leurs rôles respectifs de Vaiana et Maui,,. Dwayne Johnson a confirmé qu'il est également impliqué dans le projet depuis sa conception, y compris son développement, déclarant : « J'ai hâte que les fans voient le film, la technologie, les effets, à la pointe. Nous y sommes tous vraiment allés. Nous avons pensé que si nous devions faire une suite à quelque chose de si apprécié, nous devions y aller vraiment ».

### Animation
L'animation a été gérée au studio de Walt Disney Animation Studios de Vancouver, dès le développement en tant que série, tandis que la pré-production et le storyboard ont eu lieu au studio de Burbank. Il s'agit du premier projet réalisé au studio de Vancouver,.

### Musique
Mark Mancina et Opetaia Foa'i sont à nouveau à la composition et à l'écriture de la musique du film tandis qu'Abigail Barlow et Emily Bear seront créditées comme autrices-compositrices supplémentaires, remplaçant Lin-Manuel Miranda qui officiait sur le premier film,,.

## Sortie
Vaiana 2 est sorti au cinéma le 27 novembre 2024. Celui-ci est devenu accessible sur Disney+ à partir du 12 mars 2025.

## Réception critique
Le site Allociné a attribué au film une moyenne de 3,0/5, basée sur l'interprétation de 22 critiques de presse.
Le Parisien estime que Vaiana 2 « a tout bon », soulignant des graphismes « somptueux » et un scénario qui met en avant le caractère « féministe » de la protagoniste. Le Figaro parle aussi d'une suite « réussie », estimant que le film est « aussi impressionnant -voire supérieur » au premier.
A contrario, Sud Ouest décrit un retour « en demi-teinte », qui oublie de développer un scénario intéressant. Première émet une critique encore plus négative que cette dernière, décrivant une suite « paresseuse », « sans grande cohérence » et une bande-son « musicalement plate ».
Plusieurs quotidiens, dont Le Parisien et Courrier international, soulignent que cette suite est encore plus respectueuse de la culture des îles du Pacifique que le premier volet parce que la suite a engagé des experts pour représenter la mythologie polynésienne avec plus de précision tout en évitant les stéréotypes,.
Enfin, Le Monde ne critique pas seulement le film, mais aussi Disney lui-même, décrivant une compagnie « financièrement dans la tourmente, enquillant les projets sans âme », ou encore décrit Disney comme « un équivalent cinématographique de la malbouffe ».

## Distinctions

### Nomination
- Golden Globes 2025 : Meilleur film d'animation